# Tatra K5

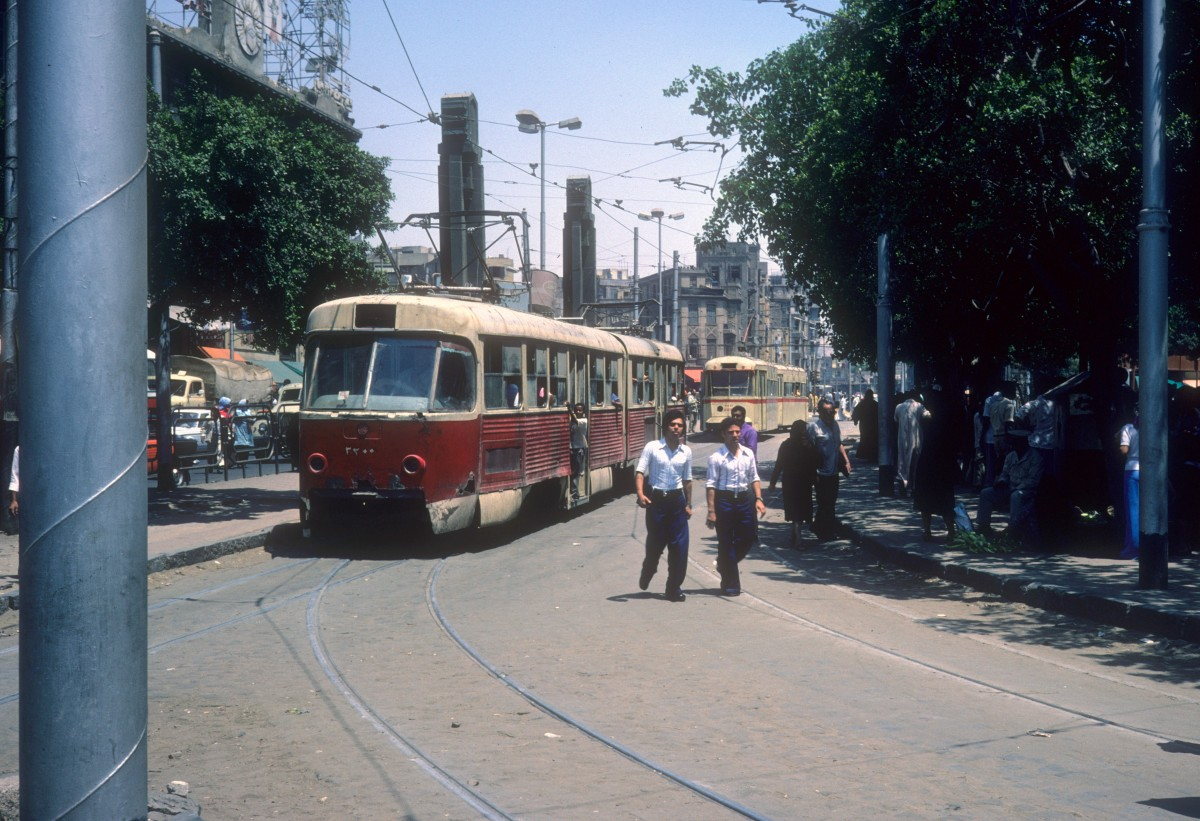
Татра К5, Каир 1977 год

Татра К5 (чеш. Tatra K5), так же Татра К5АР — двухсторонний двухкабинный трамвай, египетская версия модели Татра К2, сделанная на Пражском заводе ČKD Tatra, который эксплуатировался в Каире.

## Конструкция
Модель основана на базе Tatra K2, двухсекционный сочленённый трамвай, основное отличие от модели Tatra K2 — наличие двух кабин на концах секций, и электрооборудование, приспособленное к жаркому климату Египта. Имеет три тележки и три двери.
Прототип появился в 1967 или 1968 году. Производился в 1970—1973 годах. Всего было построено 200 трамваев. Обучение египетских вагоновожатых проходило в Брно в 1969, на трамваях K2 (трамваи К5 и K2 имеют одинаковое управление).

## Эксплуатация
| Государство | Город | Система                       | Тип  | Годы производства | Количество | Парковая нумерация | Комментарий | Примечания |
| ----------- | ----- | ----------------------------- | ---- | ----------------- | ---------- | ------------------ | ----------- | ---------- |
| Египет      | Каир  | Каирско-Гелиопольский трамвай | K5AR | 1970–1973         | 200        | 3001–3200          |             |            |

Находились в эксплуатации в Каире с 1970 до 1981 года. К этому времени многие трамваи сгорели, оставшиеся находились в плохом техническом состоянии. Возможные причины столь короткого срока эксплуатации — отсутствие технического обслуживания, жаркий климат, или проблемы с доставкой запчастей из Чехословакии.